# رؤوف محمد بن عامر
الدكتور رؤوف محمد بن عامر، من مواليد مدينة بنغازي. تخرج من جامعة بولونيا بإيطاليا سنة 1957 وأتم دراسته العليا في جامعة نورث كارولينا بالولايات المتحدة. عمل في قطاع الصحة ومستشفى بنغازي حتى يونيو 1968
وعين عميدا لكلية الطب البشري في يونيو 1968. صعد وكيلا لجامعة بنغازي (جامعة قاريونس) ديسمبر 1973
- في يناير 1975 استقال وعمل في القطاع الخاص ثم الطبيب الخاص بشركة الخطوط الجوية الليبية

## كتب ومنشورات
- كتاب بنغازي في العقد الثاني من القرن العشرين ترجمة الدكتور رؤوف محمد بن عامر
- كتاب تطور الوضع الصحي في ليبيا تأليف الدكتور رؤوف محمد بن عامر
- كتاب الطب عند العرب تأليف الدكتور رؤوف محمد بن عامر " تحت الإنجاز "